# 伊吹巡
伊吹 巡（いぶき めぐる、女性、A型）は、日本の少女小説家・BL作家・ライトノベル作家。漫画原作者。

## 経歴・人物
岐阜県大垣市出身。過去にアニメーター経験がある。同人活動に熱心であり、同人活動は15歳のころから30年以上続けている。

## 作品リスト(商業作品)

### 小説
- 変化草紙（全3巻）
- 月曜新世紀
- 電脳遊撃手サナグ
- フォーブの血族（全2巻）
- オボツカグラ綺譚 （全3巻）
- COLOR TONE（全4巻）
- 蛇香記
- 双満月のアキア（前後編）
- 天使製造法 （イラスト：紺野キタ）
- 飢影鳥（キナラ）の飛ぶ街（イラスト：辻よしみ）
- 救世主は降臨せず

### 漫画
- 嵐陵王 （原案協力）（全7巻、ウィングス・コミックス、漫画：篠原正美）
- NAZA （原作）（漫画：篠原正美）
- 君は白き薔薇のよう  (原作)   (ダリアコミックス、漫画：すずはら篠(篠原正美))
- 恥辱に堕ちる〜特別編集版〜  (原作)   (ダリアコミックス、漫画：すずはら篠(篠原正美))